# دودلي غاريت
دودلي غاريت هو لاعب هوكي الجليد كندي، ولد في 24 يوليو 1924 في تورونتو في كندا، وتوفي في 24 نوفمبر 1944 في نيوفندلاند ولابرادور في كندا.

## وصلات خارجية
- دودلي غاريت على موقع دوري الهوكي الوطني (الإنجليزية)
- دودلي غاريت على موقع قاعة مشاهير الهوكي (لاعب أن.إتش.أل) (الإنجليزية)
- دودلي غاريت على موقع EliteProspects.com (الإنجليزية)
- دودلي غاريت على موقع HockeyDB.com (الإنجليزية)
- دودلي غاريت على موقع Hockey-Reference.com (الإنجليزية)